# Yoshio Tachibana

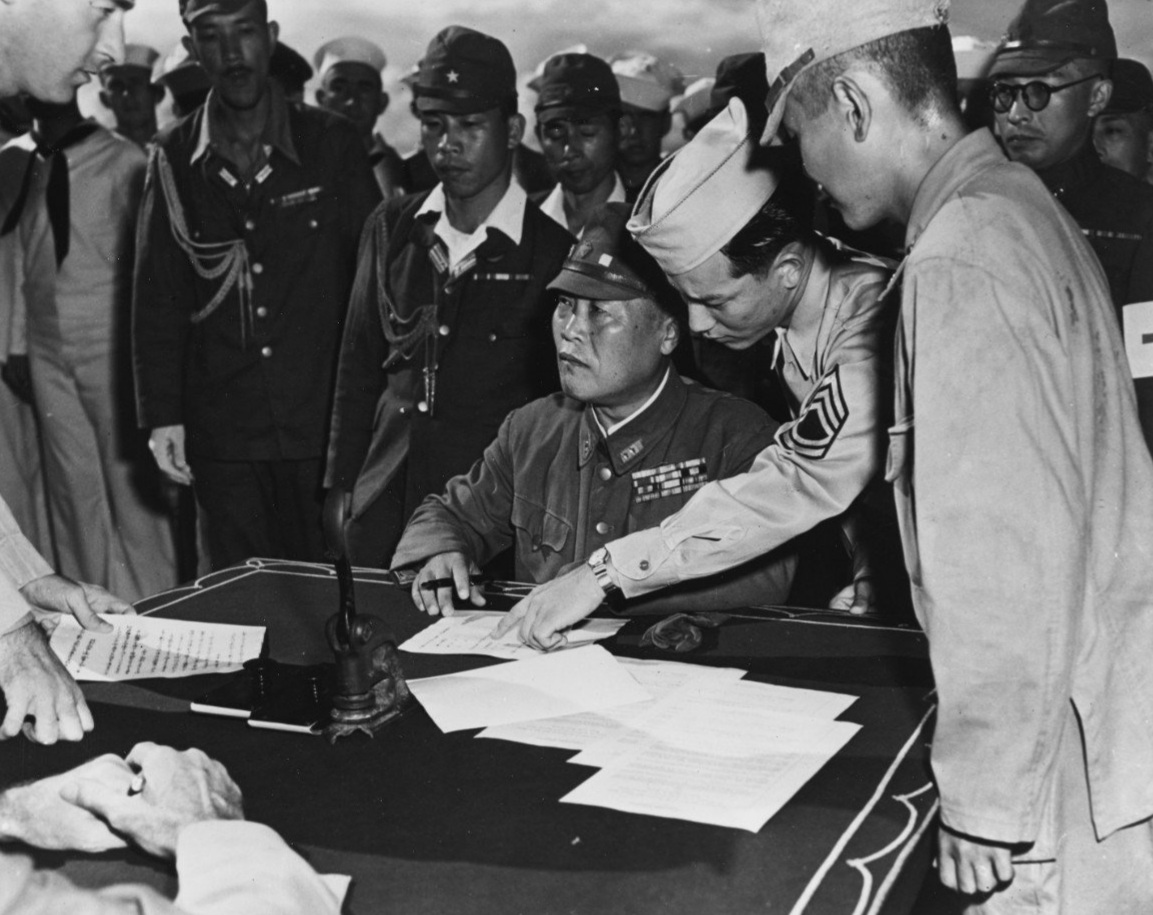
O tenente-general Yoshio Tachibana (sentado) prepara-se para assinar a rendição das tropas japonesas em Chichi Jima, 3 de setembro de 1945.

Yoshio Tachibana (24 de fevereiro de 1890 – 24 de setembro de 1946) foi um tenente-general do Exército Imperial Japonês, comandante da guarnição em Chichi Jima, nas ilhas Bonin. Entre 1944-1945, com os suprimentos escasseando por conta do bloqueio naval imposto pelos Aliados, Tachibana ordenou que todos os aviadores estadunidenses capturados fossem mortos. Dois foram decapitados numa cerimônia pública, e tiveram imediatamente os fígados arrancados, retalhados e servidos como sukiyaki.
Como o direito internacional não previa o crime de canibalismo, Tachibana e seu estado-maior foram acusados de impossibilitar o sepultamento honroso de suas vítimas.